# Anosia kiriwina
Anosia kiriwina är en fjärilsart som beskrevs av Hans Fruhstorfer 1907. Anosia kiriwina ingår i släktet Anosia och familjen praktfjärilar. Inga underarter finns listade i Catalogue of Life.